# Шаригін Михайло Дмитрович
Михайло Дмитрович Шаригін (8 листопада 1938, с. Мале Шаригіне Яранського району Кіровської області — 15 квітня 2020) — економіко-географ, доктор географічних наук, професор, академік Росакадемії природничих наук (РАЕН), Міжнародної академії наук вищої школи (МАН ВШ), Міжнародної академії екології, безпеки людини та природи (МАНЭБ), Росакадемії екології, завкафедрою соціально-економічної географії Пермського держуніверситету.

## Життєпис
У 1958 році вступив на відділення географії та біології Кіровського педінституту. Після його закінчення в 1962 році два роки за розподілом працював учителем у м. Олонець (Карелія), потім служив в армії.
У 1964 році Шаригін повернувся в Кіров, де почав працювати асистентом кафедри економічної географії. У 1966 році вступив до аспірантури при згаданій кафедрі до видатного професора Таджицької РСР В. А. Танаєвського, у 1969 захистив дисертацію. У 1970 році Шаригін став активним учасником роботи науково-методичної ради з географії.
У 1971 році Михайла обрано завідувачем кафедри економічної географії (зараз соціально-економічної). Крім роботи в Пермському університеті, читав лекції у великих університетах країни і довгий час був Головою ДАК у Тюменському держуніверситеті.
У 1980 році в МДУ імені М. В. Ломоносова захистив докторську дисертацію на тему «Проблеми дрібного економічного районування та розвитку локальних територіально-виробничих комплексів (на прикладі Уральського економічного району)».
У 1981 році М. Д. Шаригіну присвоїли звання «професора», після чого на кафедрі економічної географії ПГУ знову відкрили аспірантуру і докторантуру.
У кінці 1980-х професор увійшов до складу комісії з вироблення проекту територіальної перебудови Росії, де запропонував власний варіант адміністративно-територіального поділу (АТП) країни. Але обговорення, призначене на серпень 1991 року, не відбулося у зв'язку з серпневим путчем.

## Науковий внесок
Професор суттєво розкрив концепції економічного районування, територіально-виробничих комплексів і енерговиробничих циклів. Зокрема, одним з перших у вітчизняній економічній географії він розкрив теоретико-методологічні питання дослідження територіальної організації продуктивних сил економічного району шляхом виділення дрібних районів, а також методологічні основи управління, планування і прогнозування локальних територіально-виробничих комплексів ТПК.
Шаригін є одним з активних прихильників виділення теоретичної географії. Останнім часом плідно працює над теорією і методологією географічної науки в цілому. Зокрема займається питаннями розкриття й застосування просторово-часової парадигми в географічних дослідженнях, її сполучення з системно-структурною парадигмою.